# 英國紅外線望遠鏡
英國紅外線望遠鏡（United Kingdom Infrared Telescope）是口徑3.8公尺（150 吋）紅外線反射式望遠鏡，是世界上第二大的專用紅外線望遠鏡。英國紅外線望遠鏡位於夏威夷的冒納凱亞火山，是毛納基山天文台的一部分。直到2014年，它一直由希洛聯合天文中心運營，歸英國科學技術設施委員會所有。
英國紅外線望遠鏡目前由美國太空總署資助，由洛克希德馬丁先進技術中心、夏威夷大學和美國海軍天文台進行科學合作營運。作為冒納凱亞火山綜合管理計劃的一部分，英國紅外線望遠鏡將在30公尺望遠鏡完工後退役。

## 外部連結
- https://www.as.arizona.edu/ukirt